# Unipress Software
Unipress Software Inc était une SSII américaine située à Edison dans l'État du New Jersey, États-Unis.
Unipress Software est connu pour avoir distribué Unipress Emacs le 6 mai 1983. sous la forme d'un logiciel privateur. Il s'agissait du code source de Gosling Emacs racheté à son auteur, James Gosling.
L'ancien président de la société Mark Krieger annonça le port d'Unipress Emacs sur des machines Sun386i/150 et Sun386i/250 le 2 mai 1988. Les développements d'Unipress Emacs se poursuivront jusqu'en 1994. Unipress Software Inc fut racheté par la société Numara Software le 13 septembre 2006.
Unipress Software représente avec l'épisode Symbolics un évènement majeur dans l'histoire du mouvement du logiciel libre.